# 夜想曲第3番 (ショパン)
夜想曲第3番 ロ長調 作品9-3 は、フレデリック・ショパンが1831年に作曲し、翌1832年に出版したピアノのための夜想曲。プレイエル社の社長夫人でベルリオーズの元婚約者、マリーに献呈されている。

## 概要
ショパンの夜想曲の中で初めて明瞭な中間部の展開を試みた作であり、作曲技法の成長が見られる。また夜想曲の中では数少ない明るい曲想の作品である。

## 構成
ロ長調、アレグレット、8分の6拍子。

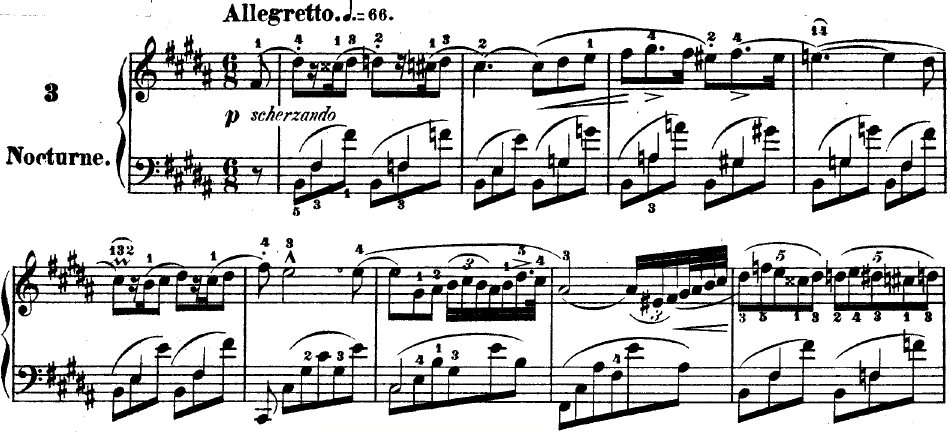
冒頭部分

複合三部形式で書かれており、右手はシチリアーノのリズムで始まり、左手はオクターブの単純な伴奏。作品9のほかの作品と同様に右手の装飾音つきの変奏が繰り返されるだけである。
その後、2分の2拍子のロ短調、アジタートに移行する。左手は3連符の組み合わさった音形。右手はシンコペーションを取り入れた転調の多い旋律である。
やがて再び最初の主題が現れ、リゾルートの後は非常に華やかな半音階下降音形のコーダで曲を閉じる。